# Scheloribates tricarinatus
Scheloribates tricarinatus är en kvalsterart som beskrevs av Coetzer 1968. Scheloribates tricarinatus ingår i släktet Scheloribates och familjen Scheloribatidae. Inga underarter finns listade i Catalogue of Life.